# Beaumont Palace
Il Beaumont Palace era una residenza storica dei re britannici che si trovava nell'Oxfordshire, in Inghilterra presso la città di Oxford. Attualmente il palazzo non esiste più dopo la demolizione avvenuta nel XVI secolo.

## Storia
Beaumont Palace venne costruito da re Enrico I d'Inghilterra attorno al 1130 perché divenisse un palazzo reale  vicino alla sua riserva di caccia di Woodstock (oggi parte del parco del Blenheim Palace). I sovrani Riccardo I e Giovanni nacquero in questo luogo rispettivamente nel 1157 e nel 1167. All'epoca il palazzo era chiamato comunemente "King's House", la casa del re.
Quando Edoardo II stava per essere sconfitto nella Battaglia di Bannockburn del 1314 si dice che egli abbia invocato la Vergine Maria, facendo voto che in caso di vittoria avrebbe fatto costruire un monastero che avrebbe donato ai Carmelitani. A vittoria ottenuta, egli cedette il Beaumont Palace ai Carmelitani come promesso nel 1318. Quando i frati vennero soppressi in Inghilterra a causa dell'imperversare della Riforma protestante, gran parte della struttura venne demolita e la sua pietra riutilizzata per la costruzione della Christ Church e del St John's College. Gli ultimi ruderi del Beaumont Palace vennero rimossi all'apertura di Beaumont Street negli anni '20 dell'Ottocento. Oggi del palazzo rimane il nome della strada ove sorgeva la struttura, Beaumont Street appunto, dove si trova una colonna recante la seguente iscrizione: Near to this site stood the King's Houses later known as Beaumont Palace ("Presso questo luogo si trovava la Casa Reale poi conosciuta col nome di Beaumont Palace")
Nel 1318, il palazzo fu lo scenario dell'inizio del caso di John Deydras il quale, pretendente al trono d'Inghilterra, aveva reclamato il palazzo come sua proprietà. Al termine della questione, a John Deydras venne comminata la pena di morte per sedizione..